# Depalpur, Pakistan
Depalpur är en stad i distriktet Okara i den pakistanska provinsen Punjab. Folkmängden uppgick till cirka 100 000 invånare vid folkräkningen 2017.